# Providence (film 1977)
Providence  è un film del 1977 diretto da Alain Resnais.

## Trama
Alla vigilia del suo 78º compleanno, lo scrittore malato e alcolizzato Clive Langham trascorre una notte dolorosa e insonne componendo e ricomponendo mentalmente le scene di un romanzo in cui i personaggi basati sulla sua stessa famiglia sono modellati dalle sue fantasie e dai suoi ricordi, insieme al suo caustico commento su il loro comportamento. Suo figlio Claude appare come un pubblico ministero freddo e spietato. Il suo secondo figlio (illegittimo) Kevin è un soldato idealista accusato di aver ucciso per pietà un vecchio a cui era stata data la caccia. La moglie di Claude, Sonia, mostra simpatia per Kevin e sembra desiderosa di sedurlo per vendicarsi dell'insensibilità del marito. Clive inventa anche il personaggio di Helen come amante di Claude, ma lei presenta le caratteristiche della moglie morta di Clive, Molly, che si è suicidata. L'immaginazione di Clive è perseguitata anche dalle scene di un'autopsia sul cadavere di un vecchio, da un rastrellamento militare di anziani detenuti in uno stadio sportivo e da un'oscura foresta intricata in cui un uomo braccato si trasforma in un lupo mannaro.

## Riconoscimenti
- 1977 - Seminci
  - Espiga de oro a Alain Resnais
- 1978 - Premio César
  - Miglior film a Alain Resnais
  - Migliore regia a Alain Resnais
  - Migliore sceneggiatura originale a David Mercer
  - Migliore scenografia a Jacques Saulnier
  - Miglior montaggio a Albert Jurgenson
  - Miglior sonoro a René Magnol e Jacques Maumont
  - Miglior colonna sonora a Miklós Rózsa
  - Nomination Migliore fotografia a Ricardo Aronovich
- 1977 - New York Film Critics Circle Award
  - Miglior attore protagonista a John Gielgud